# レナン・ブリト・ソアレス
レナン・ブリト・ソアレス（Renan Brito Soares, 1985年1月28日 - ）は、ブラジル、リオグランデ・ド・スル州ヴィアモン出身の元サッカー選手。現役時代のポジションはゴールキーパー。

## 経歴
ブラジル五輪代表として2008年の北京オリンピックに正GKとして出場し、銅メダル獲得に貢献した。決勝トーナメント1回戦ではカメルーンを破ったが、準決勝では金メダルアルゼンチンに敗れた。3位決定戦ではベルギーを破った。
2008年、スペインのバレンシアCFと4年契約を結んだ。移籍金は公表されていない。チームから外されたティモ・ヒルデブラントに代わり開幕のRCDマジョルカ戦で初出場を果たし、正GKとしてゴールマウスを守っていたが2009年1月18日のアスレティック・ビルバオ戦で右足のハムストリングを痛めて途中交代した。春先に復帰したが、その間に移籍してきたセサル・サンチェスにポジションを奪われた。
2009年7月27日に1部復帰を果たしたヘレスCDへレンタル移籍した。2009-10シーズンは35試合に出場したが、最下位でセグンダ・ディビシオン（2部）降格が決定した。
2010年6月4日、古巣SCインテルナシオナウにレンタル移籍した。同年のコパ・リベルタドーレスでは元アルゼンチン代表のロベルト・アボンダンシェリらを押しのけてレギュラーを獲得し、クラブ2度目の南米制覇に貢献した。
2013年12月17日、ゴイアスECに移籍した。

## タイトル

### クラブ
インテルナシオナウ
- カンピオナート・ガウショ：2005、2008、2011、2012
- コパ・リベルタドーレス：2006、2010
- FIFAクラブワールドカップ：2006
- レコパ・スダメリカーナ：2007、2011
- ドバイカップ：2008

ゴイアス
- カンピオナート・ゴイアーノ：2013, 2015, 2016, 2017

セアラー
- カンピオナート・セアレンセ：2018

### 代表
U-23ブラジル代表
- 夏季オリンピック 銅メダル：2008